# Пенья, Пако
Пако Пенья (исп. Paco Peña, полное имя: Франси́ско Пе́нья Пе́рес (Francisco Peña Pérez); род. 1942) — испанский гитарист в жанре фламенко.
Франсиско Пенья Перес родился в Кордове, Испания. Начал учиться игре на гитаре в возрасте 6 лет и впервые выступил на профессиональной сцене в 12. В конце 60-х годов переехал в Лондон, чтобы выступать как соло-гитарист. В 1981 году основал Центр фламенко в Кордове, а также стал инициатором ежегодного фестиваля гитары в Кордове.
В 1997 году он был награждён орденом Гражданских заслуг.
Пенья сотрудничал с другими известными музыкантами, включая Эдуардо Фало и чилийскую группу Инти-Иллимани. Он также работал с классическим гитаристом Джоном Уильямсом.

## Дискография
- 1987 — Fragments of a Dream (с Инти-Иллимани и Джоном Уильямсом)
- 1987 — Flamenco Guitar Music of Ramón Montoya and Niño Ricardo
- 1988 — Azahara
- 1990 — Leyenda (выступление в Кёльне с Инти-Иллимани и Джоном Уильямсом)
- 1991 — Misa Flamenca
- 1992 — Encuentro (с Эдуардом Фалу)
- 1995 — The Art of Paco Peña (Anthology)
- 1999 — Arte y Pasión (живое выступление)
- 2000 — Flamenco Guitar (Twofer of Montoya/Ricardo & Azahara)
- 2003 — Flamenco Master: Essential flamenco recordings (Anthology)
- 2004 — Fabulous Flamenco / La Gitarra Flamenca (Remastered)
- 2007 — Requiem for the Earth
- 2007 — A Flamenco Guitar Recital (живое выступление)
- 2007 — His Essential Recordings (Anthology)
- 2008 — A Compás! (живое выступление)
- 2014 — Duo Recital (с Элиотом Фиском)